# هربرت ويذرسبون
هربرت ويذرسبون (بالإنجليزية: Herbert Witherspoon)‏ هو مغني أوبرا ومغني أمريكي، ولد في 21 يوليو 1873 في بوفالو في الولايات المتحدة، وتوفي في 10 مايو 1935 في مانهاتن في الولايات المتحدة بسبب نوبة قلبية.

## وصلات خارجية
- هربرت ويذرسبون على موقع ميوزك برينز (الإنجليزية)
- هربرت ويذرسبون على موقع ديسكوغز (الإنجليزية)